# Pfarrkirche Loiwein

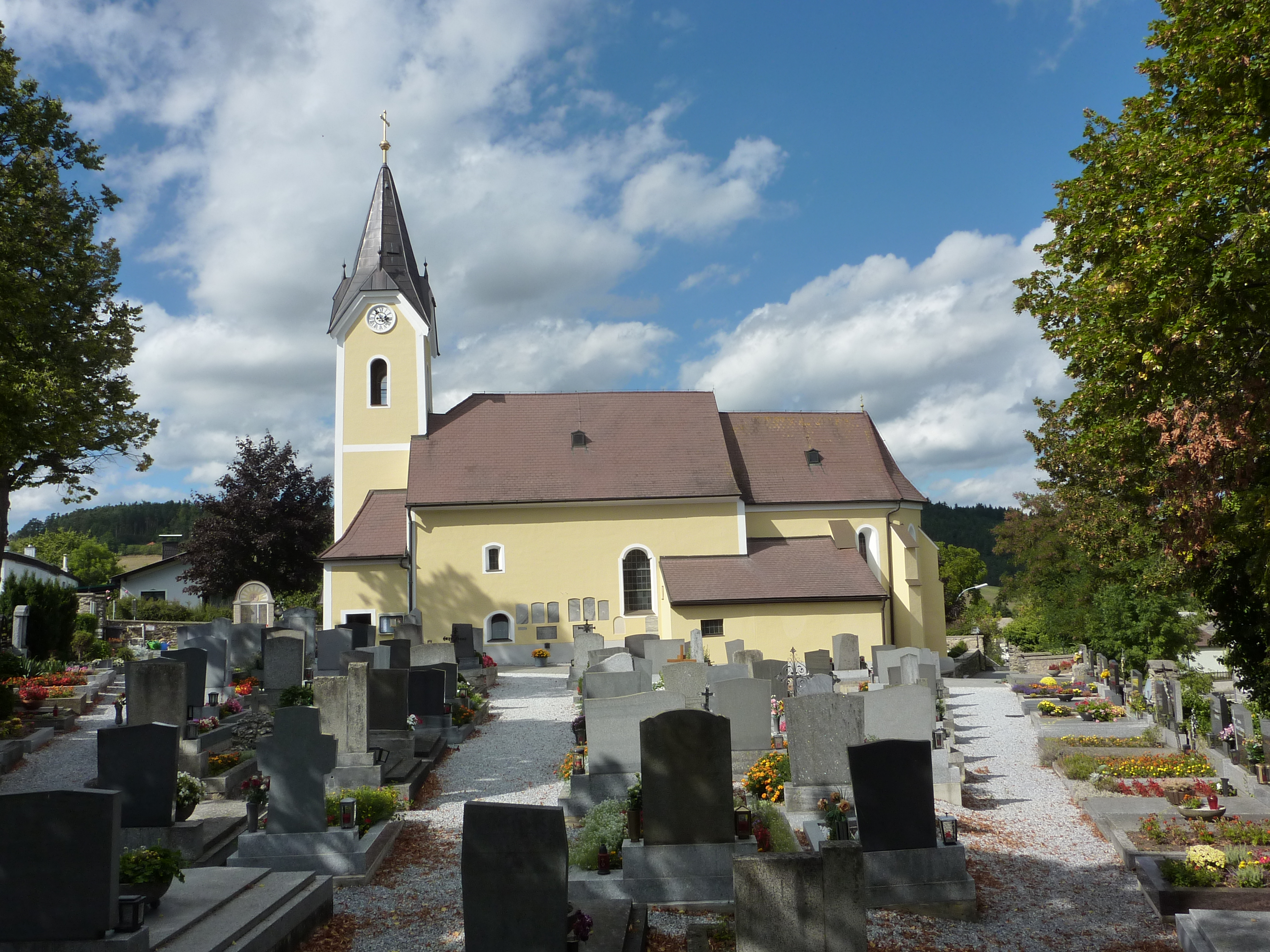
Katholische Pfarrkirche hl. Johannes der Täufer in Loiwein

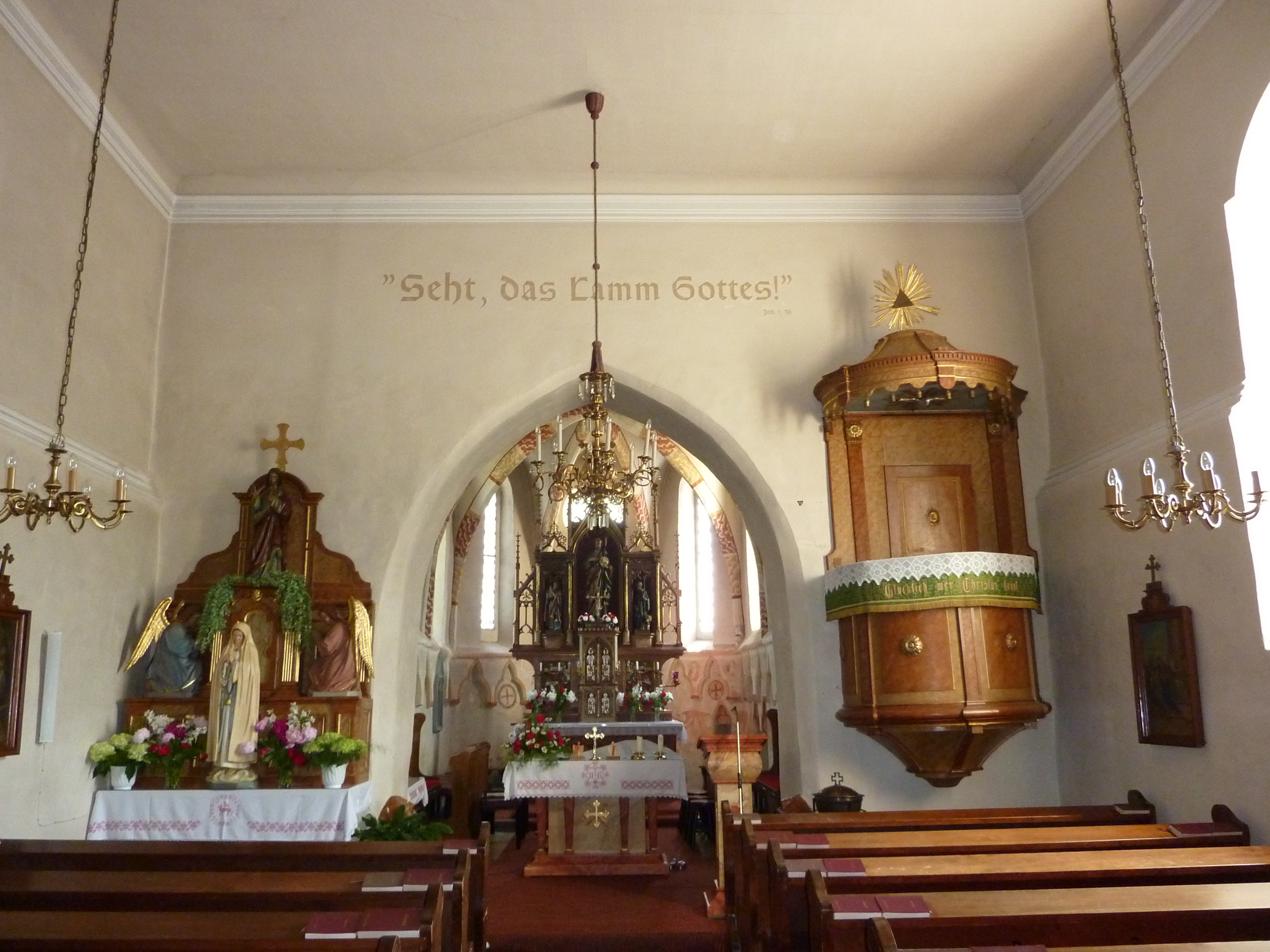
Langhaus, Blick zum Chor

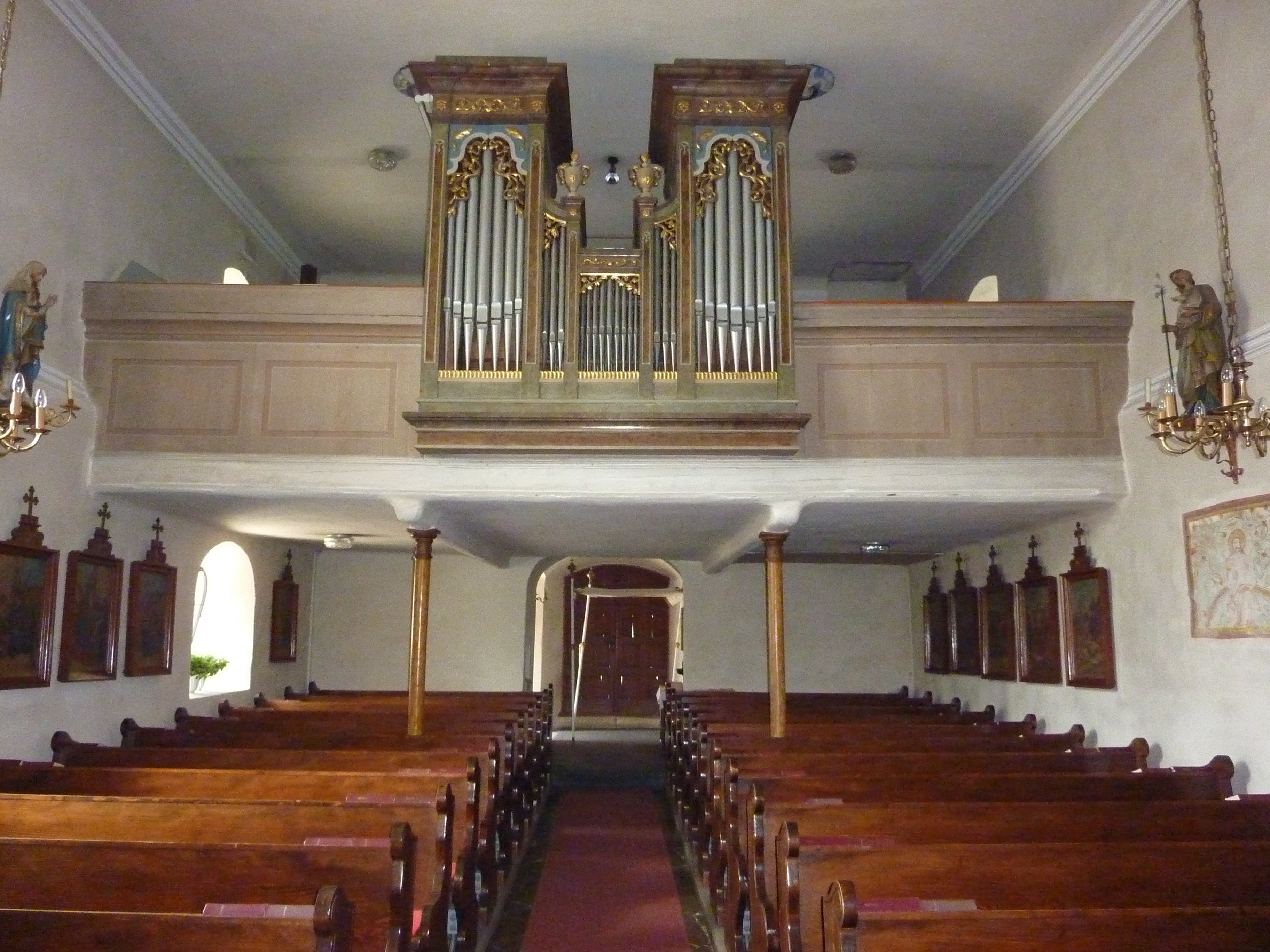
Langhaus, Blick zur Empore

Die römisch-katholische Pfarrkirche Loiwein steht leicht erhöht im Süden des Ortes Loiwein in der Marktgemeinde Lichtenau im Waldviertel im Bezirk Krems-Land in Niederösterreich. Die dem Patrozinium des Heiligen Johannes der Täufer unterstellte Pfarrkirche gehört zum Dekanat Krems in der Diözese St. Pölten. Die Kirche und der Friedhof stehen unter Denkmalschutz (Listeneintrag).

## Geschichte
Im 16. und in der ersten Hälfte des 17. Jahrhunderts war die Pfarre protestantisch. Vorher eine Filiale von Meisling wurde 1783 die eigene Pfarre gegründet.

## Architektur
Die barockisierte Saalkirche mit einem gotischen Chor und einem biedermeierlichen Turm ist von einem Friedhof umgeben.
Das Kirchenäußere zeigt ein Langhaus im Kern aus dem 14. Jahrhundert unter einem Satteldach und mit Korbbogenfenster im 18. Jahrhundert barockisiert. Der eingezogene gotische Chor unter einem nach Osten abgewalmten Dach zeigt zwischen abgestuften Strebepfeilern schmale Spitzbogenfenster in rundbogigen Nischen sowie im Osten ein Kreisfenster in einer profilierten Rahmung. Der vorgestellte Westturm aus 1827 ist mit Lisenen gegliedert, er hat ein Rundbogenportal und rundbogige Schallfenster, Uhrengiebel und trägt ein achtseitiges Pyramidendach. Im Süden steht ein Sakristeianbau unter einem Pultdach aus dem späten 18. Jahrhundert, der in der Mitte des 20. Jahrhunderts gegen Westen erweitert worden ist. Im Süden des Turmes steht ein Stiegenaufgang und nördlich des Chores ein kleiner Anbau unter einem Pultdach.
Das Turmerdgeschoß als Eingangshalle hat ein Platzlgewölbe. Das Kircheninnere zeigt ein Langhaus unter einer Flachdecke auf einem profilierten Gesims. Die Westempore steht auf zwei Holzsäulen. Der stark eingezogene Triumphbogen ist spitzbogig und abgefast. Der einjochige Chor mit einem Fünfachtelschluss entstand im Anfang des 15. Jahrhunderts, er hat ein Kreuzrippengewölbe mit zwei runden Schlusssteinen auf einem umlaufenden Sohlbankgesims und darunter Blendarkaden aus Dreipassbögen, in der Nordwand des Chores befindet sich eine Sakramentsnische in einer rechteckigen profilierten Rahmung mit einem Dreieckgiebel und mit Reliefdekor aus dem Anfang des 20. Jahrhunderts, in der Südostwand befindet sich eine Rechtecknische mit einem dreipassförmigen Blendbogen im Dreieckgiebel, in der Südwand befindet sich eine Sessionsnische mit zwei tiefen Dreipassbögen und ein korbbogiges Sakristeiportal.

## Einrichtung
Die neugotische Einrichtung entstand um 1900.
Der Hochaltar als neugotischer Schrein trägt die Statuen der Heiligen Johannes der Täufer zwischen Leopold und Leonhard und im Gesprenge ein Kruzifix. Der Seitenaltar trägt die Statuen Herz Jesu flankiert von Herz Mariä und hl. Josef. Die Kanzel mit einem runden Korb hat einen Schalldeckel.
Die klassizistische Brüstungsorgel beinhaltet ein Werk von Max Zachistal und Franz Capek 1889.